# Erik Therman

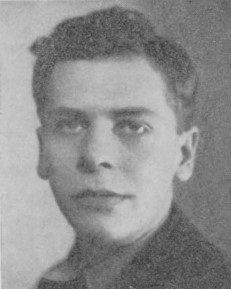
Erik Therman i Boknyheterna 1936.

Bror Erik Therman, född 15 juli 1906 i Helsingfors, död där 28 december 1948, var en finländsk bibliotekarie och författare. Han var bror till Tor Therman.
Therman tjänstgjorde vid stadsbiblioteken i Helsingfors och Åbo, slutligen som äldre biblioteksamanuens i Helsingfors 1937–1947. Han skrev dikter i ett slags bred panoramastil med rytmiskt "glidande bilder", vilket även var namnet på hans första diktsamling, utgiven 1928. Höjdpunkten i hans lyriska alstring var diktsamlingen Hjärtats seger (1941). Han skrev även romaner och noveller samt skildringar från Lappland, Lapplandsresan (1934) och Bland noider och nomader (1940), och medarbetade flitigt bland annat i Svenska Pressen/Nya Pressen.